# A68 (Groot-Brittannië)
De A68 is een 218 km lange hoofdverkeersweg in Schotland en Engeland.
De weg verbindt Edinburgh via Jedburgh en Corbridge met Darlington.
De weg volgt het tracé van een Romeinse weg van het zuiden naar het noorden, die bij Portgate en het fort Hunnum een van de voornaamste oversteekplaatsen van de Muur van Hadrianus was. Deze Romeinse weg is bekend onder zijn Angelsaksische naam Dere Street.

## Hoofdbestemmingen
- Jedburgh
- Corbridge
- Darlington